# Ulysses Bloodstone
Ulysses Bloodstone es un personaje ficticio que aparece en los cómics estadounidenses publicados por Marvel Comics. Es un cazador de monstruos inmortal.
Ulysses Bloodstone apareció en el especial de televisión Marvel Cinematic Universe / Disney+ Werewolf by Night (2022), con la voz de Richard Dixon.

## Historial de publicaciones
Ulysses Bloodstone apareció por primera vez en Marvel Presents # 1. Sus creadores fueron Len Wein, Marv Wolfman y John Warner.
John Warner ha explicado el desarrollo de Ulysses Bloodstone: "A Len Wein y Marv Wolfman se les ocurrió la chispa que se convertiría en Bloodstone, la premisa de un hombre que lucha contra monstruos, y juntos él  [sic] y yo comenzamos a desarrollar una idea en serie para ocupa diez páginas de Where Monsters Dwell". Mike Vosburg fue el artista asignado a la primera entrega, y luego Pat Boyette hizo el resto de la serie. Warner desarrolló ideas para la historia en curso que describe las ideas planificadas como "grandiosas y épicas y de alcance amplio" y "muy cósmicas y complejas".
Where Monsters Dwell fue cancelado al mismo tiempo que The Living Mummy, otro título en el que Warner estaba trabajando. Sin embargo, se le informó que tendría la oportunidad de publicar parte de la historia en los dos primeros números de un nuevo título, Marvel Presents. Las dos primeras partes estaban terminadas y se ejecutarían en el primer problema; Warner tuvo que llevar todo a un cierre satisfactorio en el segundo número. Él dice: "En los primeros dos episodios senté las bases para esta gran epopeya... y de repente tuve que vincularla en dieciocho páginas". Esto dejó gran parte de la historia sin contar, y solo pudo presentar a dos de los personajes que quería traer, Brad Carter y PDQ Warner. Debido a los retrasos, Boyette no estaba disponible para el segundo número, cuya obra de arte dibujó Sonny Trinidad en su lugar.
La mayoría del resto de las historias planeadas aparecerían en la historia de respaldo en The Rampaging Hulk (1977) que condujo a la muerte de Bloodstone. Esto se contó en el n. ° 8, después de que la función fue reemplazada en el n. ° 7 por una función no relacionada, y ahora escrita por Steve Gerber en lugar de Warner. Otras partes de su historia se contarían a través de flashbacks en títulos como Captain America: Sentinel of Liberty (1999), y la historia de The Bloodstone Hunt en el cómic regular de Captain America (1989) completó más de los antecedentes de su muerte. Sus aventuras con los Cazadores de Monstruos fueron contadas en Marvel Universe (1998) y Marvel: The Lost Generation (2000)

## Biografía del personaje ficticio
En la Era Hiboria, un meteorito aterrizó en la Tierra en el norte de Vanaheim, en el continente europeo, alrededor del 8250 a. C. Fue controlado por una entidad malvada extradimensional llamada Hellfire Helix, que quería conquistar el mundo. Con ese fin, envió a su agente, Ulluxy'l Kwan Tae Syn, para obtener el meteorito y encontrar un anfitrión para él. Sin embargo, un cazador / recolector humano local encontró la roca y luchó contra Ulluxy'l Kwan Tae Syn. En la lucha, el meteorito fue destrozado, una parte de él (también llamada Bloodgem) fue incrustada en el pecho del humano, y la explosión mató a la tribu del humano. El humano prometió venganza contra Ulluxy'l Kwan Tae Syn. Debido a la gema en su pecho, se volvió inmortal, y más tarde se hizo conocido como Ulysses Bloodstone.
Ulysses Bloodstone fue uno de los mercenarios más exitosos del mundo. Su larga vida le permitió reunir una gran fortuna, que utilizó para establecer una serie de puestos de avanzada, con todo el personal y equipado, en varios rincones del mundo. Obtuvo el dominio de la mayor parte del armamento del mundo y una gran parte de las artes marciales y los idiomas del mundo.
Durante los próximos 10,000 años, Bloodstone viajaría por todo el mundo, buscando Ulluxy'l Kwan Tae Syn. Como resultado, para el siglo XX, se había vuelto inmensamente rico y podía hablar la mayoría de los idiomas del mundo. En su búsqueda de Ulluxy'l Kwan Tae Syn, se había convertido en un mercenario, aventurero y soldado de fortuna, experto en la mayor parte del armamento del mundo. Debido a la habilidad de Ulluxy'l Kwan Tae Syn para convocar monstruos de otra dimensión, lo que Ulluxy'l hizo específicamente para mantener a Bloodstone lejos de él, Bloodstone ganó una reputación como cazador de monstruos.
En algún momento de la década de 1930, luchó contra Nosferatu y su clan de vampiros. En 1933, ganó un compinche: Fat Cobra, quien más tarde se convirtió en una de las Armas Inmortales. Se embarcó en una serie de aventuras con él que los llevó a los rincones más lejanos del mundo, viajando a la Tierra Salvaje y la Isla Monstruo y luchando contra la Gente Topo y Fin Fang Foom. En la década de 1950, se convirtió en miembro de los Cazadores de Monstruos, de los cuales siguió siendo miembro hasta que se disolvieron.
Bloodstone conoció a dos futuros aliados, Brad Carter y PDQ Warner, que buscaron monstruos humanoides gigantes para la batalla. Una pelea entre el Poseedor y Bloodstone ocurrió durante este tiempo en el que pudo derrotar a su enemigo con la ayuda de Bloodgem. Luchó contra el gigante monstruo humanoide submarino Goram mientras buscaba otro fragmento de Bloodstone. Goram fue sometido por la tecnología de Isla Bloodstone, y luego Ulysses Bloodstone luchó contra Killer Shrike. Bloodstone conoció a Iron Man, luego luchó contra Goram y su maestro Centurius. Bloodstone luego se encontró con Ulluxy'l Kwan Tae Syn en el plano astral. Bloodstone solicitó a las Naciones Unidas que reconociera la soberanía de Isla Bloodstone, y luego luchó contra Sharzan el Elemental.
La venganza de Bloodstone contra Hellfire Helix terminó cuando se supo la verdad: Hellfire Helix había necesitado un anfitrión y había elegido Bloodstone. Mientras Bloodstone y Ulluxy'l Kwan Tae Syn habían luchado, Helix había reunido un grupo llamado "La Conspiración", que tenía cinco miembros, para volver a armar el meteorito y obtener el control de Bloodstone. Bloodstone se enfrentó a los Conspiradores, pero lo derrotaron. El fragmento de gema que sostenía la vida fue removido quirúrgicamente de su pecho por un Conspirador, el cirujano Dr. Juden Bardham. Los Conspiradores pensaron que se volverían inmortales, pero en cambio, la malvada Helix mató a los cinco para volver a montar la gema. El cuerpo de Bloodstone logró matar al monstruo gema Ulluxy'l Kwan Tae Syn y evitar que Helix viniera a la Tierra por venciendo la Helix Hellfire en el plano astral. Su cuerpo se marchitó y murió.
Más tarde se reveló que el esqueleto de Bloodstone estaba en posesión del Museo Americano de Historia Natural. Posteriormente se reveló que Hellfire Helix se había resucitado y poseía el cadáver del primer Barón Zemo, que desapareció en un volcán inactivo en Japón.
Bloodstone restauró al Punisher, que había resucitado como una entidad monstruosa de Frankenstein apodado burlonamente "Franken-Castle", a la normalidad después de una pelea dañina con Daken y Wolverine. Punisher descartó a Bloodstone cuando la hija de Ulysses Bloodstone, Elsa, y la Legión de Monstruos le hicieron darse cuenta de que estaba empezando a afectar su juicio, lo que le hizo considerar matar a aquellos que pudieran cometer crímenes en lugar de permitirle mantener su determinación de matar solo al culpable.

## Poderes y habilidades
El fragmento místico de Bloodstone incrustado en el cofre de Ulysses Bloodstone emanaba energía mágica que aumentaba su fuerza física, velocidad, resistencia, agilidad, reflejos y sentidos a niveles sobrehumanos. Bloodstone también proporcionó vastas capacidades regenerativas que permitieron su rápida regeneración de tejido corporal lesionado o faltante con mucha mayor velocidad y eficiencia que un humano común. Cuanto más extensa sea la lesión, más tiempo le tomará curarla por completo. La capacidad de curación de Bloodstone estaba lo suficientemente desarrollada para que él pudiera regenerar extremidades cortadas, lo que hizo al menos una vez. En esta ocasión, Bloodstone entró en un estado de hibernación autoinducida que podría durar años. Aparte de su curación enormemente mejorada, Bloodgem convirtió a Bloodstone en prácticamente inmortal en el sentido de que era inmune a los efectos del envejecimiento y a todas las enfermedades conocidas. La vida de Bloodstone dependía de la presencia del fragmento y, como resultado, había dejado de necesitar comida, agua o aire para sobrevivir. Sin embargo, si él se separó por la fuerza de la gema, entonces esa separación forzosa lo mataría; de hecho, cuando el Dr. Bardham retiró el fragmento de su pecho, lo mató.
Además de sus atributos físicos, Bloodstone proporcionó ciertas habilidades psiónicas a Ulysses Bloodstone. Poseía una especie de tercer ojo invisible en la frente que le permitía ver auras humanas, lo que le permitía ver personas incluso en la oscuridad total, y la capacidad de viajar mentalmente en cualquiera de los diversos planos astrales de la existencia. Bloodstone también poseía cierto grado de psicoquinesis, cuyos límites nunca se descubrieron, pero que también le permitieron detonar ciertos explosivos por medio de tal psicoquinesis.
La larga vida útil de Bloodstone le proporcionó el tiempo de muchas vidas para estudiar prácticamente todo lo que deseaba aprender. Por lo tanto, había adquirido un alto grado de experiencia en prácticamente todas las formas de combate armado y desarmado. En la era moderna, utilizó una variedad de armas diferentes, incluidas armas de fuego de alto calibre, espadas y cuchillos. Llevaba una escopeta recortada especialmente diseñada, cuyos proyectiles podía detonar mentalmente, así como un cuchillo Bowie de acero inoxidable y pistolas semiautomáticas calibre 45. Llevaba un chaleco antibalas con bolsas de almacenamiento para una variedad de armas y municiones.

## Hijos

### Elsa Bloodstone
Elsa Bloodstone es  hija de Ulysses Bloodstone. Ella era la estrella de su propia miniserie titulada Bloodstone.

### Cullen Bloodstone
Cullen Bloodstone es hijo de Ulysses Bloodstone y estudiante de la Academia Braddock. Estaba entre los 16 adolescentes que fueron capturados por Arcade y traídos a Murderworld para que Arcade pudiera hacer que los adolescentes pelearan hasta la muerte.

## Otras versiones

### Tierra X
En el futuro alternativo de la Tierra X, en el más allá Ulysses se une con docenas de otros héroes fallecidos en un intento por detener los planes genocidas de Mephisto y Thanos.

### Nextwave
Ulysses Bloodstone también apareció en Nextwave en muchos flashbacks relacionados con el entrenamiento de su hija y se muestra actuando fuera del personaje; por ejemplo, Ulysses crea un robot tutor para Elsa que usa la tortura para enseñarla. En otro incidente, Ulysess arroja a una bebé Elsa a la batalla contra un monstruo. En 2006, el editor en jefe de Marvel, Joe Quesada, declaró que "por el momento" Nextwave se consideraría ambientado en un universo separado de la continuidad principal de Marvel. Más recientemente, Nextwave se ha integrado parcialmente con el Universo Marvel cuando alguien vestido como la versión Nextwave de Monica Rambeau fue visto siendo deportado de regreso a la Tierra-A, desde donde la gente había estado llegando en paquetes de vacaciones de superhéroes. Además, varios personajes del libro de Nextwave, sin incluir a la propia Elsa, aparecieron en otros libros, refiriéndose a algunos eventos de la serie como realmente de canon.Civil War: Battle Damage Report sugiere que las aventuras de Nextwave realmente sucedieron, pero debido a las condiciones mentales y los tratamientos con drogas que se les dieron a los personajes principales, estaban en un estado de delirio constante, lo que explica los extraños recuerdos que Elsa muestra de su padre.

## Ediciones recopiladas
Las historias de él que han sido recogidas en libros de bolsillo incluyen:
- Marvel Milestones Special: Bloodstone, X-51 & Captain Marvel II (collects Marvel Presents #1 and Bloodstone #1, Marvel Comics, 2006)[22]
- Captain America: The Bloodstone Hunt (collects Captain America volume 1 #357-362, 1989), tpb julio de 1993, ISBN 0-87135-972-3[23]

## En otros medios
- Una serie de TV Bloodstone fue considerada para el desarrollo en 2001.[24]
- El cadáver de Ulysses Bloodstone aparece en el especial de Marvel Cinematic Universe/Disney+, Werewolf by Night (2022),[25][26] interpretado por Erik Beck y con la voz de Richard Dixon.[27][28] Después de su muerte antes del especial, el cadáver de Ulysses se automatiza para que su esposa Verussa Bloodstone pueda entregar su última voluntad y testamento a sus compañeros cazadores y elegir un sucesor. Más tarde es destruido por Hombre Cosa después de que incinera a Verussa y la arroja.